# Леша Лобанов
Леша Лобанов (1974, Москва) — российский художник.

## Биография
Родился в 1974 году в Ленинграде в семье Алисы Александровны Янпольской.
Окончил СПбГАТИ (Российский государственный институт сценических искусств) по специальности «художник театра кукол» в 1997, а также ВГИК (Всероссийский государственный институт кинематографии имени С. А. Герасимова) по специальности «режиссер неигрового кино» в 2005.

## Работы в театре
Оформил спектакли:
«Экспонаты» В.Дурненкова, «Аляска» Х.Р.Портелы в Театре.doc, «Приход тела» В. и О.Пресняковых, «Ваал» Б.Брехта, «Хлам», «(Самый) легкий способ бросить курить» М.Дурненкова в Центре драматургии и режиссуры, «Поросенок и карасенок» Ю.Клавдиева и А.Москаленко, «Соль минор», «Горько!» Л.Мульменко, С.Денисовой, А.Стадникова, «Гражданин П» по пьесе "Самоубийца" Н.Эрдмана, «Подросток» В.Дурненкова в Прокопьевском театре драмы, «Август: графство Осейдж» Т.Леттса в Новосибирском театре «Глобус», «Дневник двенадцатилетнего. Пиранья» А.Руденко в Челябинском ТЮЗе, «Жанна» Пулинович, Я.Пулинович в Красноярском театре драмы, «Танец Дели» И.Вырыпаева и «Как я стал» Я.Пулинович в Воронежском театре драмы, «Кеды» Любовь Стрижак в Красноярском ТЮЗе, «Беккет. Пьесы» по произведениям С.Беккета в ТЮЗе им. А.А.Брянцева, «Кратковременная» К.Стешика в центре «Ваба Лава» в Таллинне, «Таланты и поклонники» А.Островского в Русском драматическом театре в Улан-Удэ, «Машенька» по В.Набокову и «Не все коту масленица» А.Островского в  Театре им. Моссовета.
Как художник по костюмам работал над спектаклями: «Синий слесарь» М.Дурненкова в Театре.doc, «Не верю» М.Дурненкова в Театре им. К.С.Станиславского, «Пустошь» А.Яблонской в театре «RAAАM», Таллинн, «Сказка о том, что мы можем, а чего нет» М.Дурненкова по прозе П.Луцика и А.Саморядова в МХТ им. А.П.Чехова, «1968. Новый мир» в Театре на Таганке, «Три дня в аду» П.Пряжко и «Русскій романсъ» в Театре Наций, «Новое время» Т.Рахмановой в Александринском театре. «Пустошь» А.Яблонской в театре «RAAАM», Таллинн, «Дыхание» в Театре Наций.
Сценограф и перформер спектакля «Камера обскура» по В.Набокову в Александринском театре.
Участвовал в создании спектакля «В сторону белого КАМАЗа» в рамках фестиваля «Точка доступа» в Санкт-Петербурге.
Инициатор и один из авторов экспозиции "Музея инопланетного вторжения" 

## Работы в кино
- 2016 Разбуди меня (художник-постановщик)
- 2008 Семейка Ады (first assistant director)
- 2007 Русалка (first assistant director)
- 2007 Мертвые дочери (assistant director)

Режиссер фильма “Крылья” 2013, ЛенФильм (фильм-участник фестивала кинодебютов "Дух Огня" 2014)

## Номинации Золотой Маски
Номинировался на российскую национальную театральную премию Золотая Маска
- 2013 Драма / работа художника – «Август: графство Осейдж», Театр «Глобус», Новосибирск
- 2015 Драма / работа художника – «Камера Обскура», Александринский театр, Санкт-Петербург
- 2016 Драма / работа художника – «Элементарные частицы», Театр «Старый дом», Новосибирск, Драма / работа художника по костюмам – «Теллурия», Новая сцена Александринского театра, Санкт-Петербург
- 2018 Музыкальный театр / работа художника по костюмам – «Cantos», Театр оперы и балета им. П.И. Чайковского, Пермь